# Gârbești, Iași
Gârbești este un sat în comuna Țibana din județul Iași, Moldova, România.